# Gračanica
Občina Gračanica, popis 1991.; skupaj: 59.134
Gračanica, popis 1991.; skupaj: 12.712
Gračanica (srbsko Грачаница) je mesto, ki leži na severovzhodu Bosne in Hercegovine. Samo mesto ima okoli 20.000 prebivalcev in sodi v Tuzelski kanton v Federaciji, ki je ena od dveh političnih entitet, ki sestavljata državo Bosno in Hercegovino. Občina Gračanica šteje 20 naselij, v katerih živi okoli 48.000 prebivalcev. Skozi mesto teče reka Spreča, ki je dolga 137,5 kilometrov in se potem pri Doboju izliva v reko Bosno. 

## Zgodovina
Gračanica se prvič pojavi v turških zapisih v tedanjih osmanskih časih leta 1528. Naselje je bilo znano po rudniku železa.  Le 4 km stran od mesta je srednjeveška trdnjava z imenom Sokol. Gračanica je dobila status mesta leta 1548 v 17. stoletju pa se je mesto povečalo, s pomočjo Ahmed-Paše Budimlija, ki je zgradil belo mošejo, javno kopališče in stolp z uro (Sahat Kula). Ta Sahat Kula je ena izmed 21 v Bosni in Hercegovini.  V času Avstro-ogrske je Gračanica doživela velik gospodarski, mestni in kulturni razvoj.

## Naselja v občini Gračanica
Babići
• Doborovci
• Donja Lohinja
• Džakule
• Gornja Lohinja
• Gračanica
• Lendići
• Lukavica
• Malešići
• Miričina
• Orahovica Donja
• Orahovica Gornja
• Piskavica
• Pribava
• Prijeko Brdo
• Rašljeva
• Soko
• Stjepan Polje
• Škahovica
• Vranovići

## Pobratena in partnerska mesta
- Formia, Italija
- Fleury-les-Aubrais, Francija
- Haninge, Švedska

## Šport v mestu
V mestu Gračanica, ki velja za športno mesto, obstaja kar nekaj klubov. Rokometni klub Gračanica igra v 1. ligi (Rokometna Premier liga BiH), nogometni klub Bratstvo Gračanica pa igra v prvi ligi Federacije, kar je druga liga v BiH. Tukaj je še atletski klub ter malonogometni klub (futsal) Gračanica.

## Ljudje, povezani s krajem
| - Denis Avdić, komik, radijski in tv voditelj - Faruk Širbegović, gospodarstvenik - Adna Smajlović, manekenka - Muharem Zildžić, zdravnik - Refik Mustajbašić, slikar - Branko Cvetković, slikar - Nebojša Radmanović, politik - Nihad Halilbegović, politik, zgodovinar in publicist - Amel Ćurić, glasbenik - Fikret Konjić, novinar - Izet Mašić, zdravnik - Halim Mulaibrahimović, univerzitetni profesor - Marija Babović, slikarka in pedagoginja - Mehmed Imširević, novinar in karikaturist | - Dino Čolić, rokometaš in rokometni trener - Husejin Salkić, rokometaš - Mustafa Kamarić, rokometaš - Mirza Čehajić, rokometaš - Velibor Manjić, rokometaš - Dragan Anić, atlet - Petar Anić, atlet - Amer Jukan, nogometaš - Mihret Topčagić, nogometaš - Sejad Halilović, nogometaš - Branko Lazarević, nogometaš - Muhamed Konjić, nogometaš - Mitar Lukić, nogometaš - Vedin Musić, nogometaš |

## Slike mesta
- Pisana mošeja v Gračanici
- Pogled na spominsko ploščo žrtvam Srebrenice v Gračanici
- Park žrtev Srebrenice v Gračanici
- Muslimanska šola iz 18 stoletja imenovana Medresa v Gračanici
- Reka Sokoluša v centru Gračanice, desno je avtobusna postaja
- Pogled na Čaršijo in v ozadju Sahat Kula (stolp z uro)
- Občinska stavba v Gračanici
- Titov kip v parku, ki se nahaja ob glavni ulici (Čaršiji) v centru mesta